# 牛志远
牛志远（1973年12月13日—），北京人，是一名中国男子射击运动员。

## 战绩
他在2000年悉尼夏季奥林匹克运动会中，参加了男子射击比赛并获得10米移动靶级铜牌。。同年11月，德国慕尼黑霍赫布吕克举办的世界杯射击赛上，牛志远以681.5环获得男子运动步枪移动靶比赛的亚军。2007年4月举办的全国射击锦标赛第一站比赛暨华北协作区锦标赛，他获得10米移动靶混合速比赛冠军。